# Рзакулизаде, Микаил Манаф оглы

Микаил Рзакулизаде (азерб. Mikayıl Rzaquluzadə; настоящее имя Микаил Манаф оглы Рзакулиев; 1905, Баку — 1984, там же) — азербайджанский советский писатель, критик и переводчик.

## Биография
Микаил Манаф оглы Рзакулиев родился 17 марта 1905 года в Баку. В 1926 году окончил историко-литературный факультет Азербайджанского педагогического института.
Свой творческий путь Рзакулизаде начал как критик и переводчик. Его перу принадлежат переводы на азербайджанский язык трагедий Еврипида, эстетических трудов Аристотеля, поэм и драм Александра Пушкина, стихов Тараса Шевченко и Генриха Гейне.
После окончания Великой Отечественной войны Рзакулизаде начал карьеру писателя. В 1948 году на основе народных дастанов им была написана книга «Сила народа». В ней Рзакулизаде воспевал трудолюбие, патриотизм и героизм простых людей.
Скончался Микаил Рзакулизаде 10 ноября 1984 года в Баку.

## Литературное творчество
Микаил Рзакулизаде является автором ряда стихов, поэм, а также и рассказов для детей. Перу писателя принадлежат также статьи, посвящённые азербайджанской советской поэзии и детской литературе. 
Поэма Рзакулизаде  «Ласточкино гнездо» посвящено борьбе советской молодёжи против немецких захватчиков, а в сборнике рассказов «Мечта» писатель рассказывает о современной молодёжи. По мотивам эпоса «Китаби Деде Коркут» Микаил Рзакулизаде написал цикл рассказов. Перу писателя принадлежат также охотничьи рассказы для детей («Охотник Элиш и отважная Айтек», «Хороший охотник», «Две пули», «Истребитель волков» и др.).

## Переводы
Рзакулизаде сыграл большую роль в популяризации русской и европейской литературы у азербайджанского читателя. С русского на азербайджанский язык им переведены:
- Отрывки из «Илиады» Гомера;
- Комедии «Лягушки» и «Всадники» Аристофана;
- «Медея» Еврипида;
- Ряд поэм и избранную лирику А. С. Пушкина;
- Повести Н. В. Гоголя;
- Романы А. И. Герцена;
- Романы И. С. Тургенева;
- Рассказы М. Горького.

С персидского на азербайджанский:
- «Искандер-наме» Н. Гянджеви («Икбал-наме»; 1941, 1967)